# قلاو (المهرة)

تعديل مصدري - تعديل

قلاو هي إحدى قرى عزلة سيحوت بمديرية سيحوت التابعة لمحافظة المهرة، بلغ تعداد سكانها 66 نسمة حسب تعداد اليمن لعام 2004.